# روز جهانی آسم

روز جهانی آسم یک رویداد سالانه است که به ابتکار سازمان جهانی آسم (GINA) به منظور ارتقاء آگاهی و مراقبت از بیماران دارای آسم در سراسر جهان برگزار می‌شود. همچنین افزایش آگاهی، مراقبت و پشتیبانی از افرادی که مبتلا به آسم هستند. روز جهانی آسم در سه شنبه اول ماه مه برگزار می‌شود. موضوع رویداد سال ۲۰۱۲ «شما می‌توانید آسم خود را کنترل کنید» بود.
روز افتتاحیه جهانی آسم در سال ۱۹۹۸ برگزار شد.